# 치도 트럭
치도 트럭(致道, Chido)은 현대자동차의 중국 상용차 합자회사인 쓰촨현대(四川现代)에서 2016년 10월에 론칭한 중, 고가형 상용차 브랜드다.           

## 설립 배경
중국 상용차 시장의 경우, 중국 정부의 도시화와 산업화의 일환으로 성장하는 중인 곳이 많다. 그러나 지금은 건설 경기가 일부 둔화된 상태이고, 중국의 고급 상용차 브랜드 '현대(代,hyundai)'가 부진하기 시작하고, 저가 상용차 브랜드 '난쥔 트럭'은 고급 상용차의 대한 노하우가 부족했고, 그것을 보완하기 위해 설립되었다. 치도의 구축으로 쓰촨현대는 현대트럭, 난쥔 트럭, 치도 트럭의 라인업을 구축하고 있다.

## 판매 차종

### 치도 800W
치도 800W은 현대자동차의 중국 상용차 회사인 쓰촨현대의 브랜드 중 하나인 치도 트럭에서 판매하는 대형트럭이다. 한국에서 판매되는 현대 엑시언트의 치도 로고를 붙이고 중국형으로 개선한 대형트럭이다.

### 치도 300M
치도 300M은 현대자동차의 중국 중고가 상용차 브랜드 치도 트럭의 중형 트럭이다. 현대 마이티의 중국 치도 트럭 로고를 붙이고 중국형으로 개선한 중형트럭이다.

### 치도 e-카운티
치도 e-카운티는 현대자동차 뉴 카운티의 중국 중고가 중형버스 버전으로, 신형 현대 카운티에 중국형 치도 트럭 로고를 붙인 중형버스이다. 아랫급에 난쥔 트럭의 뉴 카운티가 있고, e-카운티는 중고가 브랜드 치도의 중형버스이다.

## 여담
현대자동차 직원들도 잘 알지 못하는 브랜드로 알려져 있다고 한다.